# James McIlroy
James McIlroy (anglès: Jimmy McIlroy)  (Irlanda del Nord, 25 d'octubre de 1931 - 20 d'agost de 2018), conegut com a Jimmy McIlroy, fou un futbolista nord-irlandès.
Començà a jugar al club de Belfast Glentoran, però el 1950 fitxà pel Burnley FC, el seu principal club i on és considerat un dels més grans futbolistes que han passat pel club. Amb el club fou campió de lliga de segona divisió el 1959-60. Disputà un total de 439 partits, en els quals marcà 116 gols. Amb la selecció jugà 51 partits, i marcà 10 gols. Participà en el Mundial de 1958.
L'any 1963 fou transferit a l'Stoke City FC. Posteriorment fou entrenador a l'Oldham i al Bolton.
Una graderia de l'estadi del Burnley, Turf Moor, porta el seu nom. El 1998 fou escollit per la Football League a la llista de les 100 llegendes del futbol anglès.

## Palmarès
Burnley
- Finalista de la FA Cup: 1962